# Mladen Est
Mladen Est, slovenski zdravnik farmakolog, * 15. april 1924, Ljubljana. † 2. februar 2025.

## Življenje in delo
Že kot študent medicine je začel leta 1946 delati na 
Inštitutu za farmakologijo Medicinske fakultete v Ljubljani. Diplomiral je 1950 in 1970 tudi doktoriral z disertacijo Prispevek k mehanizmu delovanja glikozidov digitalisa v srcu poskusne /žvali na ljubljanski Medicinski fakulteti. Znanstveno se je izpopolnjeval v Nancyju, Parizu (1959 in 1961), Berlinu (1964-1966). Leta 1952 se je zaposlil na farmakološkem inštitutu Medicinske fakultete, 1953 je postal asistent, 1971 docent, 1975 izredni in leta 1978 redni profesor za farmakologijo in eksperimentalno toksikologijo na ljubljanski Medicinski fakulteti. Upokojil se je leta 1989. Pri raziskovalnem delu se je posvetil predvsem biokemični farmakologiji srčnih glikozitov. Objavil je več kot 50 strokovnih in znanstvenih razprav. Leta 2006 je prejel naziv zaslužnega profesorja Univerze v Ljubljani.